# 弁装置

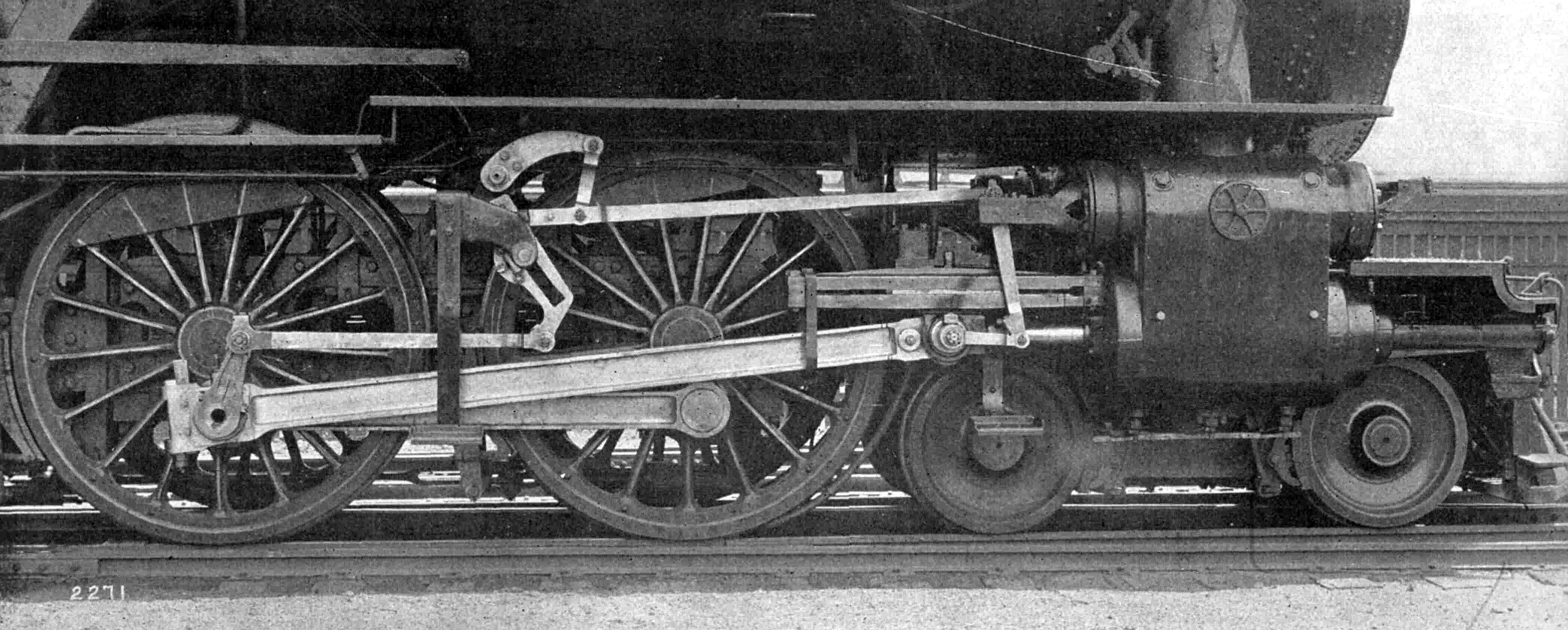
蒸気機関車に用いられているワルシャート式弁装置（PRR E6s）。

弁装置（べんそうち）またはバルブギア（英語: valve gear）は、蒸気機関において吸気バルブと排気バルブを動かして、サイクル中の正しい位置で蒸気をシリンダーに吸排気するための装置である。

## 概要
内燃機関のようにバルブが常にサイクル中の一定の位置で開閉する場合には、吸排気の制御は単純である。しかしながら、蒸気機関のように吸排気のタイミングを変えることで最大出力と最大効率を選択するようにしている場合には単純ではない。蒸気機関は、吸気バルブを膨張行程の間中開けたままにしておくこと（これによりボイラーの最大圧力から伝達ロスを差し引いた圧力が膨張行程の間ずっとピストンに掛かる）により最大出力が得られる一方で、吸気バルブを短時間だけ開けて後はシリンダー内で蒸気を膨張させることで最大効率が得られる仕組みになっているためである。
蒸気の供給を止める点のことをカットオフ (cutoff) と呼び、理想的なカットオフは、対象とする作業と、出力と効率のトレードオフに依存する。蒸気機関には蒸気流量を調節する加減弁（アメリカ英語ではスロットル throttle、イギリス英語ではレギュレータ regulator）が備えられているが、出力の制御は蒸気の効率的な利用のためにカットオフの調整によって行うことが望ましい。
上死点または下死点の少し手前でシリンダーに吸気を始めることをプレ・アドミッションまたはリードという。プレ・アドミッションを行うことで、高速動作時のピストンの慣性に対してクッションの役割を果たすことができるという利点がある。
内燃機関では吸排気タイミングの制御は、カムシャフトに備えられたカムによって駆動されるポペットバルブ (poppet valve) によって行われるが、吸排気タイミングをカムを使って可変させることが複雑となるためこの仕組みは蒸気機関では一般には用いられない。その代わりにエキセントリック (eccentric) とクランクを組み合わせた仕組みでメインクランクの動きからスライドバルブ (slide valve) またはピストンバルブ (piston valve) の動きを取り出すのが普通である。一般的には、2つの異なる位相を持った単振動を様々な比率で足し合わせて、様々な位相と振幅を持った出力を取り出す。これを実現する様々な機構が考案されている。
スライドバルブでもピストンバルブでも、吸気と排気の関係はお互いに固定されていて、独立して最適化することはできないという制約を持っている。ラップと呼ばれる部品がバルブに取り付けられて、カットオフが早くなるにつれて吸気行程が短くなっても、排気に対してはバルブが常に開いているようにされている。しかしながら、カットオフが早くなるにつれて、排気行程のタイミングも早くなる。排気の開始タイミングが膨張行程中になり、圧縮行程の開始タイミングが排気終了前になる。排気の開始タイミングが早くなる事はエネルギーを排気中に無駄に捨ててしまうことになり、排気の終了タイミングが早くなる事は圧縮により多くの蒸気を使うことになってやはりエネルギーの無駄となる。カットオフが早くなる事のさらなる効果として、バルブがカットオフ点でかなりゆっくり動くようになって蒸気の絞り作用 (wire drawing) を起こし、エネルギーの無駄につながる熱力学的な効果をもたらす。このことはインディケータ・ダイヤグラム (indicator diagram) で確認できる。
この非効率性のために、ポペットバルブを機関車に適用する実験が行われた。吸気バルブと排気バルブを独立して動かして制御することができるようになり、行程をよりうまく制御することができるようになったが、構造が複雑化してメンテナンスに手が掛かることや、何よりも蒸気機関車の時代が終わったことがあり、最終的にはわずかな機関車のみがポペットバルブを使用した。イギリスの最終期の蒸気機関車、サザン鉄道リーダークラス蒸気機関車で、内燃機関から持ち込まれたスリーブバルブ (sleeve valve) の技術が用いられたが、この機関車は成功作とはいえないとされる。
定置式蒸気機関、トラクションエンジン、舶用蒸気機関では、バルブと弁装置の欠点が複式機関 (compound engine) を採用する要素の1つであった。定置式蒸気機関では、トリップバルブ(trip valve) も広範囲に用いられた。

## 弁装置のデザイン
弁装置は、過去数百ものバリエーションが生み出されてきた、発明の宝庫である。しかしながらそのうちわずかなものだけが実際に広範囲に使用された。弁装置は、標準的な往復動作するバルブ（ピストンバルブ・スライドバルブ）を駆動するもの、ポペットバルブを使うもの、定置式蒸気機関のトリップギアで準回転式のコーリスバルブ (Corliss valve) かドロップバルブ(drop valve) を用いるものに分類される。

### 往復動式弁装置

#### 初期の型式
スリップ エキセントリック (Slip-eccentric)
この弁装置は現在では模型の蒸気機関のみで使用され、蒸気ボートのような数馬力程度の低出力の趣味の用途で使用される。 クランク軸上を空回りするが軸上の突起で回転が制限される偏心カムで回転方向は手動で回転した方向に設定され、クランク軸上の突起が偏心カムを押すことで機能してその方向への回転に適したタイミングで吸気口と排気口を開閉する。回転方向を変える場合には、手動で一度停止させてから逆方向へ動かすと同様に偏心カムの位相が変わり、自律的に回転する。この形式の弁装置ではカットオフを制御できない。同様の原理で作動する弁装置としてはスリップ リターンクランクがある。1889年からロンドン・アンド・ノース・ウェスタン鉄道のフランシス・ウェッブ  によって設計された複数の3気筒複式機関車の1気筒低圧シリンダーにスリップエキセントリックが採用された。これらにはTeutonic、 グレーター ブリテンとJohn Hick級が含まれる。
ガブギア (Gab gear) またはフックギア (hook gear)
初期の機関車に用いられた。逆転動作が可能だが、カットオフの制御はできない。

#### リンクギア
リンクモーション・バルブギアともいう。2つのエキセントリックが曲線または直線のリンクで接続されているもの。低速では確実に動作する単純な機構である。高速では、ワルシャート式弁装置が高い効率を持つとされる。
スチーブンソン式弁装置
1800年代にもっとも一般的であった弁装置で、一般的には機関車の台枠の内側に設置される。
ウィリアム・T・ジェームズ式弁装置 (William T. James valve gear)
1832年に開発された、アメリカ合衆国のボルチモア・アンド・オハイオ鉄道で使用されたもの。
アラン式弁装置
直線のリンクを用いた弁装置。タリスリン鉄道 (Talyllyn Railway) で保存されている0-4-0WT"Dolgoch"や頸城鉄道2号形蒸気機関車に用いられている。
グーチ式弁装置
スチーブンソン式とは逆に、カットオフの変更・逆転動作にバルブロッド側を動かすもの

#### ラジアルギア
動作が単一のクランクまたはエキセントリックから来るもの。機関車に適用された場合のこの方式の問題点は、動作が機関車に備えられているスプリングの伸び縮みの影響を受けることである。このことがラジアルギアが、鉄道ではワルシャート式弁装置に取って代わられたが、トラクションエンジンや舶用蒸気機関では用いられ続けたことの理由である。
ハックワース式弁装置 (Hackworth valve gear)
1859年にジョン・ウェズリー・ハックワース (John Wesley Hackworth) によって発明されたもの。
ジョイ式弁装置 (Joy valve gear)
イギリスのランカシャー・ヨークシャー鉄道 (L&YR: Lancashire and Yorkshire Railway) とロンドン・アンド・ノース・ウェスタン鉄道 (LNWR: London and North Western Railway) 他で広く用いられた方式。保存されているものとして、国鉄1290形1292号機「善光号」、LNWR G2aクラスの49395号機がある。
マーシャル式弁装置 (Marshall valve gear)
ハックワース式を改良したもので、Marshall, Sons & Co.によって1879年に特許が取得された。
ブラウン式弁装置(Brown valve gear)
チャールズ・ユージン・ランスロット・ブラウンの父のチャールズ・ブラウン (1827-1905)によって考案された。 この弁装置はCorpet-LouvetによってDuffield Bank鉄道で使用された。
サザン式弁装置 (Southern valve gear)
1920年頃にアメリカで短期間用いられた。ワルシャート式とベーカー式の要素を組み合わせている。

#### ワルシャート方式のギア
動作の1つはクランクまたはエキセントリックから取られ、もう1つは異なるもの、通常はクロスヘッドから取られるもの。
ワルシャート式弁装置 (Walschaerts valve gear)、またはホイジンガー式弁装置 (Heusinger valve gear)
近代的な機関車でもっとも用いられた方式で、通常は機関車の台枠の外側に装備される。
ベーカー式弁装置 (Baker valve gear)
アメリカや南満州鉄道とその影響を受けた中国で最終的にかなり普及した形式で、リンク機構のみで構成され、摺動する部品を持たない。
ディーリー式弁装置 (Deeley valve gear)
ミッドランド鉄道 (MR: Midland Railway) の何両かの急行用機関車に用いられた。コンビネーションレバーが通常はクロスヘッドから駆動される。各エキスパンジョンリンクは、機関車の反対側のクロスヘッドから駆動される。
ヤング式弁装置 (Young valve gear)
機関車の片側のピストンロッドの動きを、反対側のバルブギアを駆動するために用いるもの。ディーリー式と類似するが、細部が異なる。
バグリー式弁装置 (Baguley valve gear)
W.G.Bagnall社の製造する機関車に用いられた。
バグナル・プライス式弁装置 (Bagnall-Price valve gear)
W.G.Bagnall社が用いたワルシャート式の改良形で、バグノール3023と3050に用いられた。両機ともウェールズハイランド鉄道 (Welsh Highland Railway)に保存されている。
lsaacson's patent 弁装置
ワルシャート式の改良形。ガースタン・ノットエンド鉄道 (Garstang and Knot-End Railway) の2-6-0TBlackpool(1909年製造)に用いられた 。Isaacson は同様に改良された潤滑装置の特許も保有していた（GB126203 1919年5月8日公開）。これは彼の代理人であるYsabel Hart Coxとの共同で取得された。
ジェームズ・トンプソン/マーシャル は少なくともさらに2つの異なるワルシャート式の改良方式を開発していたと思われる。1つは従来からあるものと大差ないが、もう1つはとても複雑で、シリンダーの上にある吸気バルブと下にある排気バルブを駆動するものであった。後者はサザン鉄道 (Southern Railway) のクラスNの1850号機に1933年に実験的に用いられたが、1934年に標準的なワルシャート式に置き換えられた。
Kingan-Ripken valve gear
これはワルシャート型の弁装置でコンビネーションレバーがクロスヘッドの代わりにスモールエンド側付近の連接棒上のアームに連動している。1920年10月12日にカナダでJames B. Kingan と Hugo F. Ripkenによって特許番号 CA 204805が取得された。 この弁装置はミネアポリス・セント・ポール・アンド・スー・セント・マリー鉄道の複数の機関車に搭載された。

### ポペットバルブを用いた弁装置
- カプロッティ式弁装置 (Caprotti valve gear)
- ブリティッシュ・カプロッティ式弁装置 (British Caprotti valve gear)
- レンツ揺動カム式弁装置 (Lentz oscillating-cam valve gear)
- レンツロータリーカム式弁装置 (Lentz rotary-cam valve gear)
- フランクリン揺動カム式弁装置 (Franklin oscillating-cam valve gear)
- フランクリンロータリーカム式弁装置 (Franklin rotary-cam valve gear)
- レイディンガー式弁装置 (Reidinger valve gear)

### 連動式弁装置
2つの弁装置で3シリンダーや4シリンダーの機関車を可能にするものである。最も有名なものは、グレズリー式連動弁装置 (Gresley conjugated valve gear) で、3シリンダー機に用いられた。ワルシャート式弁装置が外側のシリンダーに対して用いられ、外側の2つのシリンダーに連結されたロッドが内側のシリンダーを駆動する。4シリンダー機に対しては構成はより単純で、弁装置は内側でも外側でもよく、短いロッキングシャフトで内側と外側のシリンダーのバルブを連結すればよい。

### ブレイド式チェーン駆動弁装置
ブレイド式チェーン駆動弁装置を参照。